# Synagoge van Carpentras
De Synagoge van Carpentras werd in 1367 gebouwd door de Joden uit het Comtat en is de oudste synagoge in Frankrijk die nog in gebruik is.

## Geschiedenis
In het Comtat ging de Joodse gemeenschap er net als in de Provence prat op dat hun afkomst zeer ver terugging, vermoedelijk tot de tijd van de diaspora in de eerste eeuw van onze jaartelling. De oudste documenten die deze aanwezigheid in de lage Rhônevallei kunnen staven dateren uit de tiende eeuw. De Joden waren toen in nagenoeg elk dorp te vinden. Pas in de dertiende eeuw zouden segregatiemaatregelen worden ingevoerd met het dragen van een speciaal onderscheidingsteken, de rouelle.
Hoewel de pauselijke regering geen maatregelen had genomen tegen de Joden zou de stroom uit Frankrijk verdreven Joden wel een zekere onrust onder de bevolking tot gevolg hebben.
Paus Johannes XXII, die in 1322 was gezwicht voor de druk, had hen in 1326 uit de synagoge verjaagd. Deze werd omgebouwd tot kerk en bevond zich waarschijnlijk in de rue de la Vieille-Juiverie. De paus zorgde ervoor dat de Joden in het Comtat Venaissin en in Avignon konden wonen zonder dat zij zich zorgen hoefden te maken. Op deze manier konden vele Franse Joden ontsnappen aan de vervolging. Het gebouw aan de rue de la Muse in Carpentras waar de Joodse eredienst werd gehouden dateert uit 1343, het jaar dat de Joden terugkeerden. Daarvoor werd de dienst in een huurhuis gehouden.
De pest, die in 1348 uitbrak, bracht een golf van woede met zich mee, omdat de Joden ervan beschuldigd werden verantwoordelijk te zijn voor de verspreiding ervan. Door de ontvolking als gevolg van de pest namen die spanningen echter af.
De Joden uit het Comtat begonnen in 1367 aan de bouw van de synagoge. Deze synagoge moet zich wel bevonden hebben op wat nu het centrale gedeelte is, want in geen enkel document is er sprake van een verplaatsing. Het gebrek aan bouwruimte voor de synagoge leidde tot een bijzonder ontwerp. Toen de bisschop van Carpentras in 1367 de bouw van de synagoge goedkeurde legde hij op een plattegrond de afmetingen vast, die niet mochten worden overschreden: 10 meter lang, 8 meter breed en 8 meter hoog. In 1396 waren er al twee boven elkaar gebouwde zalen. Het is niet ondenkbaar dat dat de afmetingen van de synagoge van voor 1322 waren. De synagoge mocht namelijk niet opvallen in het stadsbeeld.
In het midden van de vijftiende eeuw laaiden de spanningen opnieuw op toen de komst van buitenlanders de bevolkingshiaten gevuld had. Er werden getto’s opgetrokken, die ‘carrières’ genoemd werden of ‘carriero’ in het Provençaals, wat 'straat' betekent. De ‘carrière’ van Carpentras werd in 1461 afgebakend. Vanaf dat moment werd het de verplichte woonplaats van de Joden. In de zestiende eeuw nam de vijandige houding jegens de Joden toe.
In 1569 gaf Paus Pius V de pauselijke bul Hebraeorum gens uit waarin hij alle Joden van beide geslachten beval het gebied te verlaten binnen drie maanden na publicatie van dit schrijven, en stelde dat wanneer ze zouden worden opgepakt, ze eigendom zouden worden van de roomse kerk. Slechts vier Joodse gemeenschappen bleven over: die van Avignon, Carpentras, Cavaillon en L'Isle-sur-la-Sorgue. Dit had een bevolkingsgroei binnen deze gemeenschappen tot gevolg. Tegelijkertijd zorgde de opsluiting in een streng afgesloten ruimte voor problemen met betrekking tot de hygiëne en noopte tot bouwen in de hoogte. Sommige huizen kregen tot wel negen verdiepingen. Men had de ‘carrière’ van Carpentras opgezet voor zo’n vijftig gezinnen. In de achttiende eeuw zijn dat er tweehonderd geweest. In 1524 werd de rouelle vervangen door een gele hoed voor de mannen en een kokarde, eveneens geel, voor de vrouwen. Het was hen alleen toegestaan de beroepen van pandjesbaas, uitdrager of handelaar in curiosa uit te oefenen. Maar al gauw lukte het hen met hulp van de christenen, met wie ze zaken deden, deze beperkende maatregelen te omzeilen. In de tweede helft van de achttiende eeuw begonnen sommige welgestelde Joden de ‘carrière’ te verlaten, nadat zij een Franse verblijfsvergunning hadden gekregen.
Met een bevolking in de ‘carrière’ die was gegroeid van ongeveer 500 personen tijdens de renaissance tot bijna 1000 aan de vooravond van de Franse Revolutie, is het aannemelijk dat de gemeenschap kleinbehuisd was en dat ook de oude middeleeuwse synagoge te klein was geworden. De stijging van het aantal Joden maakte dat de synagoge moest worden uitgebouwd ten koste van de schaarse vrije ruimtes in de aangrenzende huizen. Teksten laten zien dat er in de zeventiende eeuw meerdere restauratieprojecten zijn geweest. Getuigenissen uit 1740 tonen aan dat boven de huizen die aan de gebedszaal grensden er “al sinds mensenheugenis” twee tribunes waren gebouwd met aan de voorkant booggewelven. De indeling met op elkaar gebouwde zalen komt overeen met de scheiding van mannen en vrouwen die voortduurde van de dertiende eeuw tot de wederopbouw van de synagoge in de achttiende eeuw. In de jaren 1730 en 1731, werd de architect Antoine d'Allemand ingeschakeld om de grootste van de twee tribunes te renoveren. De gemeenschap was ontevreden over het resultaat en startte vanaf 1741 nieuwe werkzaamheden.
Die vergroting gebeurde in twee etappes; een eerste reeks werkzaamheden werd tussen 1741 en 1746 uitgevoerd door de architect Antoine d'Allemand. De staat waarin de synagoge in 1743 verkeerde is bekend doordat deze in kaart gebracht werd op verzoek van de toenmalige bisschop van Carpentras, Joseph-Dominique d'Inguimbert, omdat hij de noodzaak van de werkzaamheden betwistte. Een tweede reeks werkzaamheden, van 1774 tot 1776, gaf de gebedszaal op de eerste verdieping zijn huidige aanblik. Bij gebrek aan ruimte op de begane grond werden de tribunes bovenin uitgebreid. Het bouwen in de hoogte is een oplossing die dikwijls werd toegepast door synagogen in het Comtat. Die bestonden namelijk vaak uit twee boven elkaar gelegen gebedsruimten, de onderste bestemd voor de vrouwen en de bovenste voor de mannen. De decoratie aan de binnenzijde is een meesterwerk van de achttiende-eeuwse religieuze rococo-kunst en het kenmerkende italianiserende siersmeedwerk.
De synagoge werd in 1793 een vergaderzaal voor de plaatselijke club van aanhangers van de revolutie. Vanaf de herfst van 1794 werd de hele inboedel opgeslagen en verkocht. Toen de Joden in 1800 in hun tempel terugkeerden, troffen ze een geheel kale gebedszaal aan. Naar alle waarschijnlijkheid kon een deel van het decorum worden teruggehaald en vervolgens, in de loop van de 19e eeuw, worden teruggeplaatst. De aron hakodesj waarop de thorarollen geplaatst worden, waren een schenking van Abraham Alphandéry in 1807-1808 (5567, Joodse jaartelling), het moment dat het joodse geloof weer opleefde. Het synagogebestuur had de 343 joodse gelovigen in Carpentras bij de gemeenschap in Marseille ondergebracht. Het ministerie van Frankrijk kende in 1838 kredieten toe voor werkzaamheden. In 1855 kocht de gemeenschap een deel van de woning ernaast om aan de linkerzijde een tribune te plaatsen tegenover de tribune aan de rechterzijde. De gemeente overwoog in 1890 de wijk te slopen, wat eventueel mogelijk was dankzij een donatie van een industrieel uit Marseille, maar de gemeenschap weigerde.
De synagoge biedt, naast aangebouwde zalen die gebruiken en gewoonten van het Joodse geloof tonen (liturgische baden, een bakkersgedeelte voor ongedesemd brood, gemeenschapszaal) een vierkante traditionele gebedszaal, die bedekt is met houten lambrisering waarop een decor van Dorische zuilen te zien is waarop een fries rust met daarin trigliefen en metopen.
De huidige gevel dateert van 1909.
Deze synagoge is sinds 1924 geclassificeerd als historisch monument.
Het 650-jarig bestaan van de synagoge werd op 28 mei 2017 gevierd in aanwezigheid van Frankrijks opperrabbijn Haïm Korsia en vertegenwoordigers van de christelijke en islamitische gemeenschap van Carpentras.

## Functie
De synagoge van Carpentras is een echte plek van het gemeenschappelijke leven. Behalve een gebedsruimte is er ook een mikwe die tot tien meter diep gaat, een bakkerij voor de bereiding van het brood voor de sjabbat en een binnenplaats voor de rituele slachting.

## Architectuur
De huidige voorgevel uit 1909, met uitzondering van een witmarmeren plaat, doet vermoeden dat het een klassiek gebouw betreft dat vanaf straatniveau twee etages telt. De lijsten op de gevel zijn van gehouwen natuursteen. De enige opening op de benedenverdieping is een deur van massief hout.

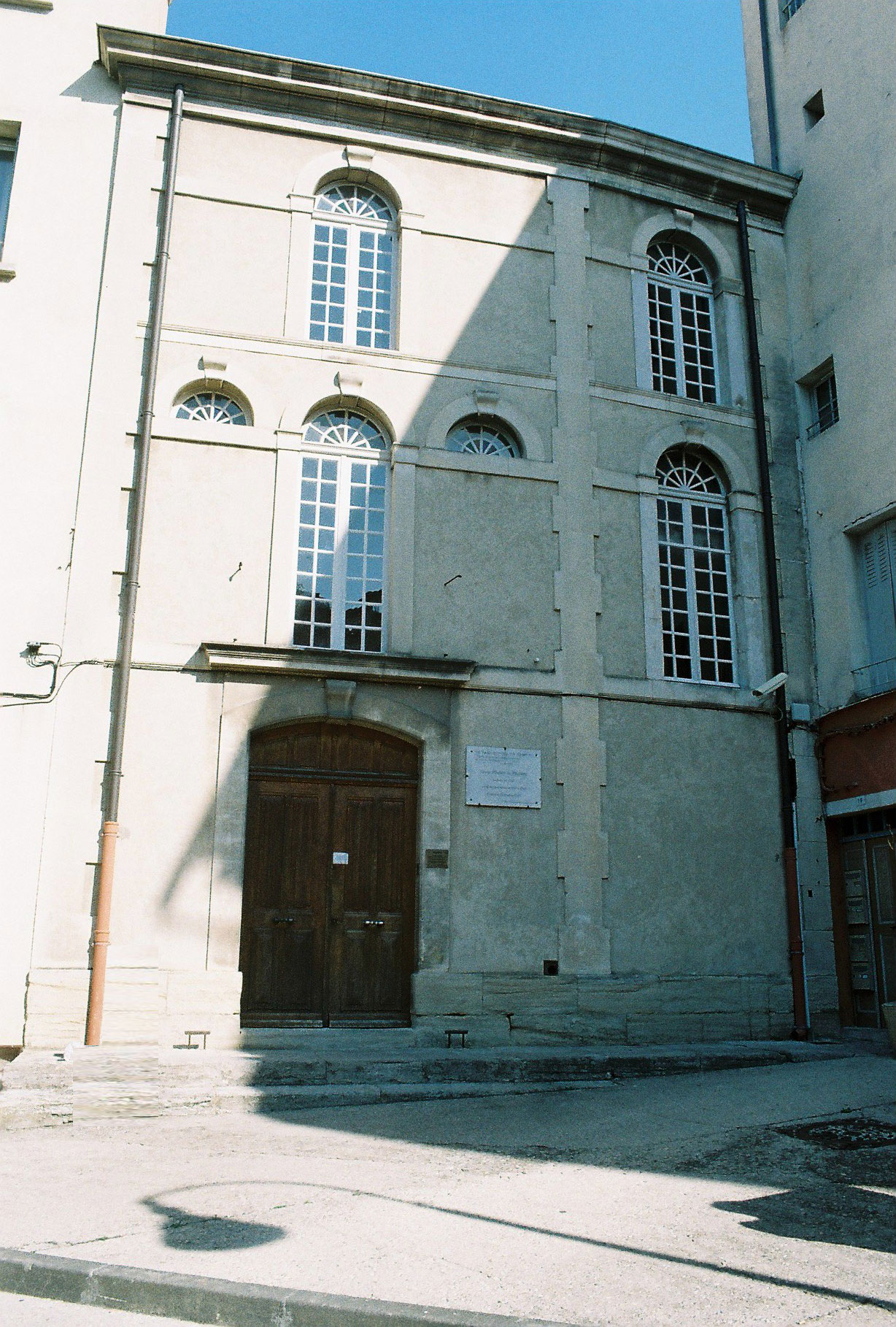
De buitenzijde van de synagoge
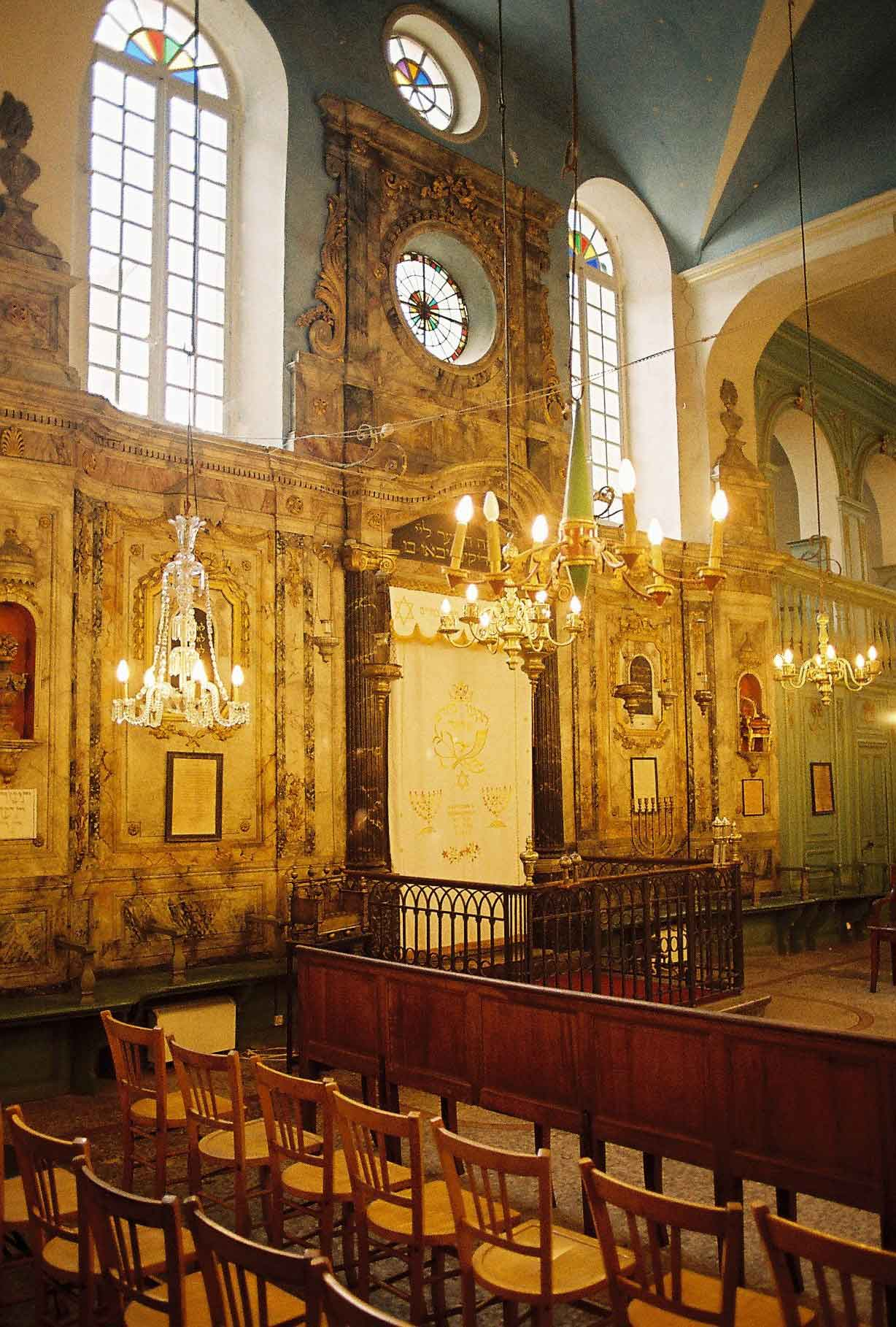
Het booggewelf van de synagoge met rechts bovenin een nis met daarop de stoel van de profeet Elias
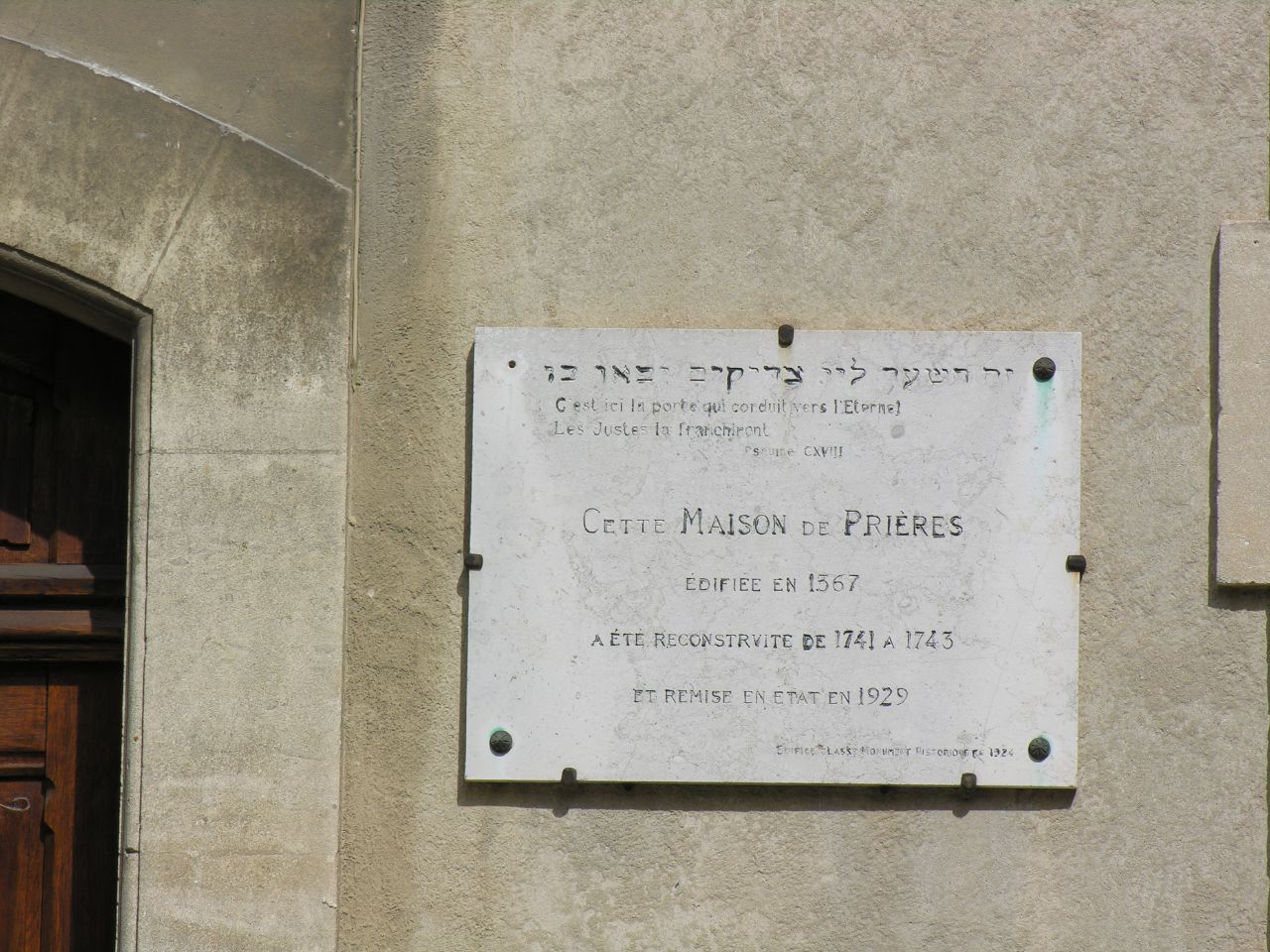
Plaat bij de ingang van de synagoge

## De eerste conservatie- en restauratiewerkzaamheden
Op het moment dat de synagoge werd geclassificeerd als historisch monument (1924) wees de architect van historische monumenten, Henri Nodet, in een rapport op het belang van de te ondernemen werkzaamheden met betrekking tot de verwaarloosde dakbedekking en de bijgebouwen op de begane grond, waarvan het metselwerk in slechte staat verkeerde.
Omdat de Association Cultuelle Israélite van Carpentras (een plaatselijke vereniging van de joodse cultus), die eigenaar is van het geheel, maar over geringe middelen beschikte, kon de stichting gedurende de eerste helft van de twintigste eeuw alleen de minimale, strikt noodzakelijke ingrepen laten uitvoeren. Zo reconstrueerde Henri Nodet in 1936 de afzuigkap van de broodoven die was ingestort. Hij verving de losgeraakte stenen bestrating van de binnenplaats naast de bakkerij door een waterdichte tegelvloer.
De eerste grote restauratie, geleid door hoofdarchitect Jean Sonnier, werd tussen 1955 en 1958 uitgevoerd, dankzij de gulheid van Louis Schweitzer, een Amerikaanse weldoener, die de helft van het steunfonds voor het behoud van de synagoge schonk.
Er werden onderhouds- en verbeteringswerkzaamheden uitgevoerd: de dakbedekking werd hersteld en de draagconstructie verstevigd; het metselwerk van de gevels werd gedeeltelijk hersteld en voor de versterking werd dunne metselspecie geïnjecteerd. De voegen en de pleisterlaag werden vernieuwd; de door vocht vergane houten lateien van de deuropeningen werden vervangen door metalen balkjes. Aan de binnenzijde van het gebouw werd de toegangstrap van de erezaal gerestaureerd. De plafonds van de koorzaal en de vestibule, die zwaar waren aangetast door lekkages werden gerenoveerd met de oorspronkelijke materialen: gips aangebracht op riet. In deze ruimten heeft de architect de scheuren opgevuld en een nieuwe pleisterlaag aangebracht. De gebedszaal werd compleet gerenoveerd in de stijl van weleer: het plafond kreeg weer zijn oorspronkelijke uiterlijk: een blauwe hemel opgesierd met sterren. De houten wand met lambrisering was bedekt met bruinkleurig schilderwerk (imitatiehout), waarschijnlijk gedaan in de voorgaande eeuw. Toen bij het schoonmaken ervan de oude schilderlagen tevoorschijn kwamen, besloot Jean Sonnier van die schilderingen de kleur zeegroen opgewerkt met het eveneens aanwezige wit in hun oorspronkelijke staat te herstellen. Hij werkte het gouden verflaagje bij op de gebeeldhouwde elementen van de decoratie van het tabernakel en van de zuilen die de teba dragen.
Ook werd, middels het schoonmaken, verstevigen en verwijderen van het metselwerk, reparaties van het timmer- en handsmeedwerk en de aanpak van de algehele verlichting, de aanblik van de begane grond in orde gebracht. Twintig jaar later brachten onvermoede constructiefouten tot dan toe onbekende zwakke punten van het gebouw aan het licht. Daarmee werd het overtuigende bewijs geleverd dat nog meer herstel van het gebouw nodig zou zijn om de verontrustende verslechtering van het metselwerk definitief een halt toe te roepen. In 1979 constateerden l’Association Cultuelle Israélite en de stadsdiensten van Carpentras een verzakking van het gewelf boven de bakkerij; in april 1981 stortte een deel van het dak boven de koorzaal in; acht maanden later signaleerde de aangewezen rijksambtenaar van nationale gebouwen in Frankrijk dat de houten vloer van de zaal, het zuidwestelijke hoekgedeelte van de eerste verdieping, in elkaar gezakt was.
Een regionale afdeling voor cultuurbehoud en monumentenzorg van het Franse ministerie van Cultuur van de gemeente Aix-en-Provence, die het projectbeheer had over de werkzaamheden en de operatie, gaf Dominique Ronsseray, de hoofdarchitect voor historische monumenten en uitvoerder van de werkzaamheden, opdracht tot een diepgaand onderzoek naar de verzakkingen. Hiermee zou deze architect een behandeling kunnen uitvoeren, afgestemd op de specifieke behoeften van het monument. Vervolgens werd besloten tot de realisatie van de werkzaamheden, die daarna werden gestart. Na de voltooiing van de werkzaamheden hebben de restauratiepartners zich in 1986 gericht op een beleid van systematische interventie om duurzame oplossingen te bieden voor het behoud van het monument.